# Liste der Bodendenkmale in Thedinghausen
In der Liste der Bodendenkmale in Thedinghausen sind die Bodendenkmale der niedersächsischen Gemeinde Thedinghausen aufgeführt. Die Quelle ist der Denkmalatlas Niedersachsen. 

Thedinghausen im Landkreis Verden

Der Stand der Liste ist der 8. Januar 2025.

## Allgemein
In den Spalten finden sich folgende Informationen des Bodendenkmales:
Lagegeographische Koordinaten
BezeichnungBezeichnung lt. Denkmalatlas
BeschreibungBeschreibung lt. Denkmalatlas
IDObjekt-ID
BildBild, ggf. zusätzlich mit Link zu weiteren Fotos im Medienarchiv Wikimedia Commons.

## Ahsen-Oetzen
| Lage                       | Bezeichnung           | Beschreibung | ID       | Bild |
| -------------------------- | --------------------- | --- | -------- | ---- |
| 52° 58′ 34″ N, 9° 4′ 10″ O | Ahsen-Oetzen 4, Deich | Länge einst 2,8 km und noch in drei Teilabschnitten auf 1,4 km unter der modernen Deichführung erhalten. Geht im Süden in weiteren Deich über. In der Karte des Landes Braunschweig, Blatt 3019 und 3020, aus dem 18. Jh. verzeichnet. - Teilstück ID: 36833945 - Teilstück ID: 36833985 - Teilstück ID: 36834082 | 32603004 | BW   |
| 52° 59′ 24″ N, 9° 4′ 34″ O | Ahsen-Oetzen 8, Wurt  | Nahezu rechteckig, NO-SW Orientierung, Fläche 60 × 40 m und Höhe ca. 0,7 m. Modern überbaut. In der Karte des Landes Braunschweig aus dem 18. Jh. mit einem Gehöft bebaut. Funde und Alter nicht bekannt. | 37566913 | BW   |
| 52° 58′ 39″ N, 9° 4′ 13″ O | Ahsen-Oetzen 10, Wurt | Nahezu oval, N-S Orientierung, Fläche 100 × 70 m und Höhe ca. 0,8 m. Modern überbaut. In der Karte des Landes Braunschweig aus dem 18. Jh. mit einem Gehöft bebaut. Funde und Alter nicht bekannt. | 37566933 | BW   |
| 52° 58′ 12″ N, 9° 4′ 26″ O | Ahsen-Oetzen 14, Wurt | Nahezu rund, Durchmesser 50 m und Höhe ca. 0,6 m. Modern überbaut. In der Karte des Landes Braunschweig aus dem 18. Jh. mit einem Gehöft bebaut. Funde und Alter nicht bekannt. | 37566999 | BW   |
| 52° 57′ 56″ N, 9° 5′ 0″ O  | Ahsen-Oetzen 18, Wurt | Nahezu oval, N-S Orientierung, Fläche 60 × 35 m und Höhe ca. 0,8 m. Modern überbaut. In der Karte des Landes Braunschweig aus dem 18. Jh. mit einem Gehöft bebaut. Funde und Alter nicht bekannt. | 37567052 | BW   |
| 52° 57′ 47″ N, 9° 3′ 52″ O | Ahsen-Oetzen 19, Wurt | Annähernd oval, N-S Orientierung, Fläche 60 × 40 m und Höhe ca. 0,3 m. Modern überbaut. In der Karte des Landes Braunschweig aus dem 18. Jh. mit einem Gehöft bebaut. Funde und Alter nicht bekannt. | 37567068 | BW   |
| 52° 57′ 34″ N, 9° 4′ 48″ O | Ahsen-Oetzen 20, Wurt | NW-SO Orientierung, Fläche 95 × 70 m und Höhe ca. 0,4 m Modern überbaut. In der Karte des Landes Braunschweig aus dem 18. Jh. mit einem Gehöft bebaut. Funde und Alter nicht bekannt. | 37567086 | BW   |
| 52° 57′ 32″ N, 9° 4′ 35″ O | Ahsen-Oetzen 21, Wurt | Länglich, O-W Orientierung, Fläche 165 × 95 m und Höhe ca. 0,4 m Modern überbaut. In der Karte des Landes Braunschweig aus dem 18. Jh. mit einem Gehöft bebaut. Funde und Alter nicht bekannt. | 37567096 | BW   |
| 52° 57′ 27″ N, 9° 4′ 40″ O | Ahsen-Oetzen 22, Wurt | T-förmig, N-S Orientierung, Fläche 100 × 95 m und Höhe ca. 0,4 m Modern überbaut. In der Karte des Landes Braunschweig aus dem 18. Jh. mit einem Gehöft bebaut. Funde und Alter nicht bekannt. | 37567105 | BW   |
| 52° 57′ 25″ N, 9° 4′ 41″ O | Ahsen-Oetzen 32, Wurt | Annähernd oval, O-W Orientierung, Fläche 30 × 22 m und Höhe ca. 0,4 m Modern überbaut. In der Karte des Landes Braunschweig aus dem 18. Jh. mit einem Gehöft bebaut. Funde und Alter nicht bekannt. | 45196577 | BW   |

## Beppen
| Lage                       | Bezeichnung     | Beschreibung | ID       | Bild |
| -------------------------- | --------------- | --- | -------- | ---- |
| 52° 56′ 23″ N, 9° 3′ 59″ O | Beppen 5, Wurt  | Annähernd rechteckig, O-W Orientierung, Fläche 85 × 70 m und Höhe ca. 0,4 m. Modern überbaut. In der Kurhannoverschen Landesaufnahme von 1771, Blatt 42 mit einem Gehöft verzeichnet. Erstmals 1534 erwähnt. Funde und Alter nicht bekannt.   | 37579426 | BW   |
| 52° 56′ 18″ N, 9° 3′ 53″ O | Beppen 6, Wurt  | Annähernd rechteckig, N-S Orientierung, Fläche 90 × 70 m und Höhe ca. 0,4 m. Modern überbaut. In der Kurhannoverschen Landesaufnahme von 1771, Blatt 42 mit einem Gehöft verzeichnet. Erstmals 1534 erwähnt. Funde und Alter nicht bekannt.   | 37579438 | BW   |
| 52° 56′ 15″ N, 9° 3′ 36″ O | Beppen 7, Wurt  | Annähernd oval, NO-SW Orientierung, Fläche von 90 × 60 m und Höhe ca. 0,3 m. Modern überbaut. In der Kurhannoverschen Landesaufnahme von 1771, Blatt 42 mit einem Gehöft verzeichnet. Erstmals 1683 erwähnt. Funde und Alter nicht bekannt.   | 37579449 | BW   |
| 52° 56′ 11″ N, 9° 3′ 24″ O | Beppen 8, Wurt  | Annähernd rund, NO-SW Orientierung, Durchmesser 60 m und Höhe ca. 0,4 m. Modern überbaut. In der Kurhannoverschen Landesaufnahme von 1771, Blatt 42 mit einem Gehöft verzeichnet. Erstmals im 16. Jh. erwähnt. Funde und Alter nicht bekannt. | 37581712 | BW   |
| 52° 56′ 12″ N, 9° 3′ 17″ O | Beppen 9, Wurt  | Annähernd rechteckig, NW-SO Orientierung, Fläche 80 × 50 m und Höhe ca. 0,5 m. Modern überbaut. In der Kurhannoverschen Landesaufnahme von 1771, Blatt 42 mit einem Gehöft verzeichnet. Funde und Alter nicht bekannt.                        | 37581720 | BW   |
| 52° 56′ 16″ N, 9° 3′ 5″ O  | Beppen 10, Wurt | Annähernd dreieckig, NO-SW Orientierung, Fläche 120 × 65 m und Höhe ca. 0,5 m. Modern überbaut. In der Kurhannoverschen Landesaufnahme von 1771, Blatt 42 mit einem Gehöft verzeichnet. Funde und Alter nicht bekannt.                        | 37581728 | BW   |

## Dibbersen-Donnerstedt
| Lage                        | Bezeichnung                             | Beschreibung | ID       | Bild |
| --------------------------- | --------------------------------------- | --- | -------- | ---- |
| 52° 58′ 41″ N, 8° 58′ 17″ O | Dibbersen-Donnerstedt 1, Kirchhof       | Länglich, N-S Orientierung, Fläche 220 × 120 m und Höhe ca. 1,5 m. Im Ostteil von einer mittelalterlichen Motte überbaut, deren Graben noch sichtbar ist. Als Zufallsfunde können einige Keramikfragmente gelten, die bis in die Römische Kaiserzeit datieren mögen. | 32603677 | BW   |
| 52° 58′ 39″ N, 8° 58′ 15″ O | Dibbersen-Donnerstedt 2, Mesenstedt     | Motte mit Graben, die eine kaiserzeitliche Fundstelle überdeckt, bzw. in die sich ihr Graben einschneidet. An der Ostseite durch modernen Drainagegraben gestört. Von einem rechteckigen Plateau von ca. 20 × 25 m und ca. 1 m Höhe gebildet, das von einem 0,5 m tiefen Graben umgeben ist. Im NNO ein bogenförmiger Wegedamm von ca. 0,4 m Höhe, der nach NW flach ausläuft und den Graben überquert.                                               | 32603390 | BW   |
| 52° 59′ 37″ N, 9° 0′ 3″ O   | Dibbersen-Donnerstedt 6, Gut Kaper      | Ehemaliger Ministerialensitz der Familie von Klencke. Um 1300 hatte Heinrich von Klencke das Gut in Besitz. 1612 war es vom Weserstrom so bedroht, dass Arndt von Klencke den Sitz aufgab. Im Tausch für sein Burglehen in Thedinghausen übernahm er als neuen Wohnsitz den Zollhof in Eissel. Doch schon 1616 wurde einige hundert Meter südlich des alten Burgsitzes ein neues Gut Kaper errichtet.                                                 | 32603162 | BW   |
| 52° 58′ 36″ N, 8° 58′ 22″ O | Dibbersen-Donnerstedt 8, Gut Oenigstedt | Westlich von Dibbersen auf einer Wurt, Fläche 100 × 50 m und Höhe 0,5 m. Im südöstlichen Teil ist ein bogenförmiger und bis zu 0,7 m tiefer Graben erkennbar. Innerer Graben ist auf der Karte des Landes Braunschweig im 18. Jh. dargestellt. Bereits 1852 war er nach Aussage der „Charte von dem Hofe und Garten des Gutes Oenigstedt, Amts Thedinghausen“, die im Archiv der Samtgemeinde Thedinghausen aufbewahrt wird, weitgehend verschwunden. | 32603575 | BW   |
| 52° 59′ 23″ N, 8° 59′ 45″ O | Dibbersen-Donnerstedt 9, Deich          | Verläuft ca. 1,5 km nördlich von Dibbersen parallel zur Weserschleife. Länge einst 1,5 km und noch ein Teilstück von 690 m unter der modernen Deichführung erhalten. Bis 20 m breit und 4 m hoch. Im Norden und Osten in weiteren Deichabschnitten fortgesetzt. - Teilstück ID: 36849200 | 32602907 | BW   |
| 52° 58′ 45″ N, 8° 59′ 38″ O | Dibbersen-Donnerstedt 13, Wurt          | Annähernd rechteckig, NW-SO Orientierung, Fläche 50 × 45 m und Höhe ca. 0,5 m. Modern überbaut. Frühe Erwähnungen in der Karte des Landes Braunschweig aus dem 18. Jh. Funde und Alter nicht bekannt. | 37567424 | BW   |
| 52° 58′ 46″ N, 8° 59′ 28″ O | Dibbersen-Donnerstedt 14, Wurt          | Annähernd rechteckig, N-S Orientierung, Fläche 65 × 50 m und Höhe ca. 0,3 m. Modern überbaut. Frühe Erwähnungen in der Karte des Landes Braunschweig aus dem 18. Jh. Funde und Alter nicht bekannt. | 37567501 | BW   |
| 52° 58′ 40″ N, 8° 59′ 28″ O | Dibbersen-Donnerstedt 15, Wurt          | Annähernd rund, Durchmesser 90 m und Höhe ca. 0,3 m. Modern überbaut. Frühe Erwähnungen in der Karte des Landes Braunschweig aus dem 18. Jh. Funde und Alter nicht bekannt. | 37567511 | BW   |
| 52° 58′ 41″ N, 8° 59′ 23″ O | Dibbersen-Donnerstedt 16, Wurt          | Annähernd rechteckig, O-W Orientierung, Fläche 50 × 40 m und Höhe ca. 0,3 m. Modern überbaut. Frühe Erwähnungen in der Karte des Landes Braunschweig aus dem 18. Jh. Funde und Alter nicht bekannt. | 37567523 | BW   |
| 52° 58′ 39″ N, 8° 59′ 19″ O | Dibbersen-Donnerstedt 17, Wurt          | Annähernd rund, Durchmesser 90 m und Höhe ca. 0,3 m. Modern überbaut. Frühe Erwähnungen in der Karte des Landes Braunschweig aus dem 18. Jh. Funde und Alter nicht bekannt. | 37567534 | BW   |
| 52° 57′ 48″ N, 8° 58′ 53″ O | Dibbersen-Donnerstedt 19, Wurt          | Annähernd rechteckig, O-W Orientierung, Fläche 120 × 40 m und Höhe ca. 0,4 m. Modern überbaut. Frühe Erwähnungen in der Karte des Landes Braunschweig aus dem 18. Jh. Funde und Alter nicht bekannt. | 37567689 | BW   |
| 52° 57′ 57″ N, 8° 58′ 23″ O | Dibbersen-Donnerstedt 20, Wurt          | Annähernd rechteckig, N-S Orientierung, Fläche 70 × 45 m und Höhe ca. 0,3 m. Modern überbaut. Frühe Erwähnungen in der Karte des Landes Braunschweig aus dem 18. Jh. Funde und Alter nicht bekannt. | 37567699 | BW   |
| 52° 57′ 56″ N, 8° 58′ 26″ O | Dibbersen-Donnerstedt 21, Wurt          | Annähernd oval, N-S Orientierung, Fläche 100 × 70 m und Höhe ca. 0,3 m. Modern überbaut. Frühe Erwähnungen in der Karte des Landes Braunschweig aus dem 18. Jh. Funde und Alter nicht bekannt. | 37567711 | BW   |
| 52° 57′ 52″ N, 8° 58′ 27″ O | Dibbersen-Donnerstedt 22, Wurt          | Annähernd oval, NW-SO Orientierung, Fläche 65 × 50 m und Höhe ca. 0,3 m. Modern überbaut. Frühe Erwähnungen in der Karte des Landes Braunschweig aus dem 18. Jh. Funde und Alter nicht bekannt. | 37567721 | BW   |
| 52° 57′ 41″ N, 8° 58′ 45″ O | Dibbersen-Donnerstedt 23, Wurt          | Annähernd oval, W-O Orientierung, Fläche 80 × 75 m und Höhe ca. 0,3 m. Modern überbaut. Frühe Erwähnungen in der Karte des Landes Braunschweig aus dem 18. Jh. Funde und Alter nicht bekannt. | 37567732 | BW   |
| 52° 58′ 36″ N, 8° 58′ 4″ O  | Dibbersen-Donnerstedt 24, Wurt          | Annähernd rechteckig, NW-SO Orientierung, Fläche 75 × 65 m und Höhe ca. 0,7 m. Modern überbaut. Frühe Erwähnungen in der Karte des Landes Braunschweig aus dem 18. Jh. Funde und Alter nicht bekannt. | 37590257 | BW   |

## Eissel bei Thedinghausen
| Lage                       | Bezeichnung                      | Beschreibung | ID       | Bild |
| -------------------------- | -------------------------------- | --- | -------- | ---- |
| 52° 58′ 40″ N, 9° 1′ 11″ O | Eissel bei Thedinghausen 8, Wurt | Annähernd b-förmig, NO-SW Orientierung, Fläche 95 × 60 m und Höhe bis zu 0,5 m. Modern überbaut. Frühe Erwähnungen ab 1663 und in der Karte des Landes Braunschweig aus dem 18. Jh. Funde und Alter nicht bekannt. | 37573776 | BW   |

## Holtorf-Lunsen
| Lage                       | Bezeichnung                          | Beschreibung | ID       | Bild |
| -------------------------- | ------------------------------------ | --- | -------- | ---- |
| 52° 58′ 3″ N, 9° 2′ 54″ O  | Holtorf-Lunsen 4, Dorfwurt           | Annähernd oval, NO-SW Orientierung, Fläche 440 × 190 m und Höhe bis zu 1,7 m. Modern überbaut. Frühe Erwähnungen in der Karte des Landes Braunschweig aus dem 18. Jh. Funde und Alter nicht bekannt. | 37563133 | BW   |
| 52° 57′ 36″ N, 9° 2′ 14″ O | Holtorf-Lunsen 7, Wurt               | Längliche, NO-SW Orientierung, Fläche 110 × 60 m und Höhe bis zu 0,7 m. Modern überbaut. Frühe Erwähnungen in der Karte des Landes Braunschweig aus dem 18. Jh., mit einem Gehöft dargestellt. Funde und Alter nicht bekannt. | 37563921 | BW   |
| 52° 57′ 33″ N, 9° 2′ 17″ O | Holtorf-Lunsen 8, Wurt               | Annähernd rechteckig, N-S Orientierung, Fläche 85 × 60 m und Höhe bis zu 0,6 m. Modern überbaut. Frühe Erwähnungen in der Karte des Landes Braunschweig aus dem 18. Jh., mit einem Gehöft dargestellt. Funde und Alter nicht bekannt. | 37563938 | BW   |
| 52° 57′ 37″ N, 9° 2′ 25″ O | Holtorf-Lunsen 9, Wurt               | Annähernd rechteckig, N-S Orientierung, Fläche 85 × 60 m und Höhe bis zu 0,7 m. Modern überbaut. Frühe Erwähnungen in der Karte des Landes Braunschweig aus dem 18. Jh., mit einem Gehöft dargestellt. Funde und Alter nicht bekannt. | 37563967 | BW   |
| 52° 57′ 38″ N, 9° 2′ 22″ O | Holtorf-Lunsen 10, Wurt              | Annähernd rechteckig, N-S Orientierung, Fläche 60 × 30 m und Höhe bis zu 0,6 m. Modern überbaut. Frühe Erwähnungen in der Karte des Landes Braunschweig aus dem 18. Jh., mit einem Gehöft dargestellt. Funde und Alter nicht bekannt. | 37563982 | BW   |
| 52° 57′ 40″ N, 9° 2′ 24″ O | Holtorf-Lunsen 11, Wurt              | Annähernd rund, Durchmesser 55 m und Höhe bis zu 0,6 m. Modern überbaut. Frühe Erwähnungen in der Karte des Landes Braunschweig aus dem 18. Jh., mit einem Gehöft dargestellt. Funde und Alter nicht bekannt. | 37564045 | BW   |
| 52° 57′ 38″ N, 9° 2′ 29″ O | Holtorf-Lunsen 12, Wurt              | Annähernd rechteckig, O-W Orientierung, Fläche 65 × 55 m und Höhe bis zu 0,5 m. Modern überbaut. Frühe Erwähnungen in der Karte des Landes Braunschweig aus dem 18. Jh., mit einem Gehöft dargestellt. Funde und Alter nicht bekannt. | 37564069 | BW   |
| 52° 57′ 36″ N, 9° 2′ 44″ O | Holtorf-Lunsen 14, Wurt              | Länglich, N-S Orientierung, Fläche 105 × 70 m und Höhe bis zu 0,6 m. Modern überbaut. Frühe Erwähnungen in der Karte des Landes Braunschweig aus dem 18. Jh., mit einem Gehöft dargestellt. Funde und Alter nicht bekannt. | 37564098 | BW   |
| 52° 57′ 24″ N, 9° 2′ 39″ O | Holtorf-Lunsen 15, Wurt              | Annähernd rechteckig, N-S Orientierung, Fläche 115 × 70 m und Höhe bis zu 0,7 m. Modern überbaut. Frühe Erwähnungen in der Karte des Landes Braunschweig aus dem 18. Jh., mit einem Gehöft dargestellt. Funde und Alter nicht bekannt. | 37564629 | BW   |
| 52° 57′ 32″ N, 9° 2′ 52″ O | Holtorf-Lunsen 17, Wurt              | Formlos, N-S Orientierung, Fläche 150 × 100 m und Höhe bis zu 0,7 m. Modern überbaut. Frühe Erwähnungen in der Karte des Landes Braunschweig aus dem 18. Jh., mit einem Gehöft dargestellt. Funde und Alter nicht bekannt. | 37564653 | BW   |
| 52° 57′ 30″ N, 9° 3′ 1″ O  | Holtorf-Lunsen 18, Wurt              | Annähernd quadratisch, Fläche 70 × 70 m und Höhe bis zu 0,5 m. Modern überbaut. Frühe Erwähnungen in der Karte des Landes Braunschweig aus dem 18. Jh., mit einem Gehöft dargestellt. Funde und Alter nicht bekannt. | 37564662 | BW   |
| 52° 57′ 27″ N, 9° 3′ 4″ O  | Holtorf-Lunsen 19, Wurt              | Annähernd rechteckig, NO-SW Orientierung, Fläche 75 × 40 m und Höhe bis zu 0,5 m. Modern überbaut. Frühe Erwähnungen in der Karte des Landes Braunschweig aus dem 18. Jh., mit einem Gehöft dargestellt. Funde und Alter nicht bekannt. | 37564677 | BW   |
| 52° 57′ 24″ N, 9° 3′ 4″ O  | Holtorf-Lunsen 20, Wurt              | Annähernd rechteckig, NO-SW Orientierung, Fläche 65 × 50 m und Höhe bis zu 0,5 m. Modern überbaut. Frühe Erwähnungen in der Karte des Landes Braunschweig aus dem 18. Jh., mit einem Gehöft dargestellt. Funde und Alter nicht bekannt. | 37564761 | BW   |
| 52° 56′ 57″ N, 9° 3′ 1″ O  | Holtorf-Lunsen 30, Grenzgraben/-wall | N-S verlaufender Grenzwall, auf 775 m teilerhalten. Er bezeugt den alten Grenzverlauf des geteilten Amtes Thedinghausen mit überwiegend erhaltenem Wall sowie östlich vorgelagertem Graben. Wallbreite maximal 4 m, Höhe bis zu 0,5 m. Grabenbreite 4 m und bis 0,7 m tief. Nordöstlich markieren noch Grenzsteine von 1730 den alten Grenzverlauf bis an die Weser. - Teilstück ID: 39067330 | 39066994 | BW   |

## Horstedt
| Lage                        | Bezeichnung       | Beschreibung | ID       | Bild |
| --------------------------- | ----------------- | --- | -------- | ---- |
| 53° 0′ 4″ N, 8° 59′ 5″ O    | Horstedt 1, Deich | Verläuft in einem ca. 2,8 km langen Bogen von Südwest über Nord nach Südost. Bis 25 m breit und 4 m hoch und zum Teil unter der modernen Deichführung erhalten. Im Südwesten und im Südosten in weiteren Deichabschnitten fortgesetzt und in der Karte des Landes Braunschweig aus dem 18. Jh. verzeichnet. - Teilstück ID: 36898095 | 32602852 | BW   |
| 53° 0′ 8″ N, 8° 58′ 49″ O   | Horstedt 2, Wurt  | Annähernd tropfenförmig, NO-SW Orientierung, Ausdehnung 125 × 65 m und Höhe bis zu 1 m. Modern überbaut. Frühe Erwähnungen ab 1535 und in der Karte des Landes Braunschweig aus dem 18. Jh., mit einem Gehöft dargestellt. | 37552511 | BW   |
| 53° 0′ 5″ N, 8° 59′ 0″ O    | Horstedt 3, Wurt  | Annähernd quadratisch, Durchmesser 65 m und Höhe bis zu 0,8 m. Modern überbaut. Frühe Erwähnungen ab 1534 und in der Karte des Landes Braunschweig aus dem 18. Jh., mit einem Gehöft dargestellt. | 37552916 | BW   |
| 52° 59′ 58″ N, 8° 59′ 14″ O | Horstedt 4, Wurt  | Annähernd oval, NW-SO Orientierung, Ausdehnung 60 × 40 m und Höhe bis zu 1 m. Modern überbaut. Frühe Erwähnungen ab 1659 und in der Karte des Landes Braunschweig aus dem 18. Jh., mit einem Gehöft dargestellt. | 37553044 | BW   |

## Morsum
| Lage                       | Bezeichnung     | Beschreibung | ID       | Bild |
| -------------------------- | --------------- | --- | -------- | ---- |
| 52° 57′ 38″ N, 9° 5′ 23″ O | Morsum 4, Deich | Länge einst 600 m, heute ein Teilstück von 380 m Länge unter der modernen Deichführung erhalten. Im Nordwesten und Südosten Fortsetzung in weiteren Deichabschnitten. In der Kurhannoverschen Landesaufnahme 1773, Blatt 36 und 36 verzeichnet. - Teilstück ID: 36833909 | 32602915 | BW   |
| 52° 57′ 22″ N, 9° 3′ 17″ O | Morsum 10, Wurt | Annähernd oval, NO-SW Orientierung, Fläche 75 × 50 m und Höhe bis zu 0,5 m. Modern überbaut. In der Kurhannoverschen Landesaufnahme von 1771, Blatt 36 noch nicht verzeichnet. Funde und Alter nicht bekannt.                                                            | 37564796 | BW   |
| 52° 57′ 35″ N, 9° 5′ 47″ O | Morsum 11, Wurt | Annähernd tropfenförmig, NO-SW Orientierung, Fläche 120 × 80 m und Höhe bis zu 0,6 m. Modern überbaut. Frühe Erwähnungen in der Kurhannoverschen Landesaufnahme von 1771, Blatt 36, mit einem Gehöft dargestellt. Funde und Alter nicht bekannt.                         | 37575074 | BW   |
| 52° 57′ 38″ N, 9° 5′ 31″ O | Morsum 12, Wurt | Annähernd quadratisch, ca. 40 m und Höhe bis zu 0,8 m. Modern überbaut. Frühe Erwähnungen in der Kurhannoverschen Landesaufnahme von 1771, Blatt 36, ohne Gehöft dargestellt. Funde und Alter nicht bekannt.                                                             | 37575094 | BW   |
| 52° 57′ 12″ N, 9° 4′ 24″ O | Morsum 13, Wurt | Annähernd oval, O-W Orientierung, Fläche 110 × 70 m und Höhe bis zu 0,3 m. Modern überbaut. Frühe Erwähnungen in der Kurhannoverschen Landesaufnahme von 1771, Blatt 36, mit einem Gehöft dargestellt. Funde und Alter nicht bekannt.                                    | 37575172 | BW   |
| 52° 57′ 11″ N, 9° 4′ 12″ O | Morsum 14, Wurt | Annähernd oval, NW-SO Orientierung, Fläche 50 × 40 m und Höhe bis zu 0,4 m. Modern überbaut. Frühe Erwähnungen in der Kurhannoverschen Landesaufnahme von 1771, Blatt 36, mit einem Gehöft dargestellt. Funde und Alter nicht bekannt.                                   | 37575182 | BW   |
| 52° 57′ 15″ N, 9° 4′ 9″ O  | Morsum 15, Wurt | Annähernd rechteckig, W-O Orientierung, Fläche 115 × 65 m und Höhe bis zu 0,5 m. Modern überbaut. Frühe Erwähnungen in der Kurhannoverschen Landesaufnahme von 1771, Blatt 36, mit einem Gehöft dargestellt. Funde und Alter nicht bekannt.                              | 37575193 | BW   |
| 52° 57′ 16″ N, 9° 3′ 49″ O | Morsum 16, Wurt | Annähernd rund, Durchmesser 100 m und Höhe bis zu 0,3 m. Modern überbaut. Frühe Erwähnungen in der Kurhannoverschen Landesaufnahme von 1771, Blatt 36, mit einem Gehöft dargestellt. Funde und Alter nicht bekannt.                                                      | 37575202 | BW   |

## Thedinghausen
| Lage                        | Bezeichnung                  | Beschreibung | ID       | Bild |
| --------------------------- | ---------------------------- | --- | -------- | ---- |
| 52° 57′ 37″ N, 9° 1′ 41″ O  | Thedinghausen 5, Burg        | Untergegangene Burg. Das Gelände ist planiert und mit ehemaligem Amtshof, Kinderkrippe und Vereinsheim überbaut. 1285 vom Bremer Fürsterzbischof Gieselbert erbaut und diente der Grenzsicherung. Für das Jahr 1282 wird erstmals eine Zollstation und für 1290 ein Burgmann erwähnt. Ab dem 14. Jahrhundert war die Burg mehrfach verpfändet, unter anderem ab 1346 an die Grafen von Hoya. | 32202666 |      |
| 52° 57′ 41″ N, 9° 1′ 50″ O  | Thedinghausen 12, Wasserburg | Der heutige Erbhof geht vermutlich auf eine mittelalterliche Burg zurück, über deren Aussehen allerdings nichts bekannt ist. Die Lokalisierung der Burg auf dem Gelände des Erbhofes erfolgt über den Namen eines ihrer Besitzer, Kurlehake. Seit 1246 ist eine adelige Familie Kurlehake in Thedinghausen belegt. 1357 wird ein Arnold Kurlehake als Burgmann für die benachbarte Burg Thedinghausen genannt. Ein Heinrich Carlhake (Kurlehake) Hermeling verkauft 1613 das Gelände mit dem späteren Erbhof an den Bremer Erzbischof Johann Friedrich von Schleswig-Holstein-Gottorf, der 1619 mit dem Bau eines ländlichen Lustschlosses beginnt. | 32202715 | BW   |
| 52° 56′ 39″ N, 9° 0′ 21″ O  | Thedinghausen 13, Deich      | Länge einst 7,5 km, heute sind fünf Teilstücke mit insgesamt 3,8 km unter der modernen Deichführung erhalten. Bis 20 m breit und 3,5 m hoch. Im Norden und Süden Fortsetzung in weiteren Deichabschnitten. Archivalische Erwähnungen und Alter nicht bekannt. - Teilstück ID: 36849811 - Teilstück ID: 36849914 - Teilstück ID: 36850299 - Teilstück ID: 36850553 - Teilstück ID: 36850748 | 32602908 | BW   |
| 52° 58′ 19″ N, 9° 1′ 14″ O  | Thedinghausen 16, Deich      | Länge einst 2 km, heute sind zwei Teilstücke mit insgesamt 950 m unter der modernen Deichführung erhalten. Bis 10 m breit und 1 m hoch. Fortsetzung in einem weiteren Deichabschnitt im Osten. In der Karte des Landes Braunschweig aus dem 18. Jh. verzeichnet. - Teilstück ID: 36875121 - Teilstück ID: 36875248 | 32602871 | BW   |
| 52° 57′ 49″ N, 9° 1′ 33″ O  | Thedinghausen 17, Wurt       | Annähernd rund, N-S Orientierung, Ausdehnung 60 × 40 m und Höhe bis zu 0,4 m. Frühe Erwähnungen in der Karte des Landes Braunschweig aus dem 18. Jh., mit einer Kirche dargestellt. Funde und Alter nicht bekannt. | 37553895 | BW   |
| 52° 58′ 0″ N, 9° 1′ 41″ O   | Thedinghausen 18, Wurt       | Annähernd oval, Durchmesser ca. 100 m und Höhe bis zu 1,3 m. Modern überbaut. Frühe Erwähnungen in der Karte des Landes Braunschweig aus dem 18. Jh., mit einem Gehöft dargestellt. Funde und Alter nicht bekannt. | 37554366 | BW   |
| 52° 58′ 0″ N, 9° 1′ 48″ O   | Thedinghausen 19, Wurt       | Annähernd oval, N-S Orientierung, Ausdehnung 80 × 50 m und Höhe bis zu 1,2 m. Modern überbaut. Frühe Erwähnungen in der Karte des Landes Braunschweig aus dem 18. Jh., mit einem Gehöft dargestellt. Funde und Alter nicht bekannt. | 37554383 | BW   |
| 52° 57′ 32″ N, 9° 1′ 1″ O   | Thedinghausen 20, Wurt       | Annähernd oval, N-S Orientierung, Ausdehnung 55 × 30 m und Höhe bis zu 0,9 m. Modern überbaut. Frühe Erwähnungen in der Karte des Landes Braunschweig aus dem 18. Jh., mit einem Gehöft dargestellt. Funde und Alter nicht bekannt. | 37556268 | BW   |
| 52° 57′ 16″ N, 9° 0′ 50″ O  | Thedinghausen 21, Wurt       | Annähernd oval, NW-SO Orientierung, Ausdehnung 85 × 50 m und Höhe bis zu 0,5 m. Modern überbaut. Frühe Erwähnungen in der Karte des Landes Braunschweig aus dem 18. Jh., mit einem Gehöft dargestellt. Funde und Alter nicht bekannt. | 37556279 | BW   |
| 52° 57′ 8″ N, 9° 0′ 45″ O   | Thedinghausen 22, Wurt       | Annähernd rund, Durchmesser ca. 60 m und Höhe bis zu 0,3 m. Modern überbaut. Frühe Erwähnungen in der Karte des Landes Braunschweig aus dem 18. Jh., mit einem Gehöft dargestellt. Funde und Alter nicht bekannt. | 37556291 | BW   |
| 52° 57′ 6″ N, 9° 0′ 41″ O   | Thedinghausen 23, Wurt       | Annähernd L-förmig, W-S Orientierung, Ausdehnung 70 × 60 m und Höhe bis zu 0,6 m. Modern überbaut. Frühe Erwähnungen in der Karte des Landes Braunschweig aus dem 18. Jh., mit einem Gehöft dargestellt. Funde und Alter nicht bekannt. | 37556299 | BW   |
| 52° 57′ 7″ N, 9° 0′ 29″ O   | Thedinghausen 24, Wurt       | Annähernd rechteckig, NO-SW Orientierung, Ausdehnung 115 × 60 m und Höhe bis zu 0,3 m. Modern überbaut. Frühe Erwähnungen in der Karte des Landes Braunschweig aus dem 18. Jh., mit einem Gehöft dargestellt. Funde und Alter nicht bekannt. | 37556337 | BW   |
| 52° 56′ 58″ N, 9° 0′ 38″ O  | Thedinghausen 25, Wurt       | Annähernd rechteckig, W-O Orientierung, Ausdehnung 134 × 100 m und Höhe bis zu 0,4 m. Modern überbaut. Frühe Erwähnungen in der Karte des Landes Braunschweig aus dem 18. Jh., mit einem Gehöft dargestellt. Funde und Alter nicht bekannt. | 37556378 | BW   |
| 52° 56′ 46″ N, 9° 0′ 22″ O  | Thedinghausen 26, Wurt       | Annähernd oval, N-S Orientierung, Ausdehnung 80 × 45 m und Höhe bis zu 0,5 m. Modern überbaut. Frühe Erwähnungen in der Karte des Landes Braunschweig aus dem 18. Jh., mit einem Gehöft dargestellt. Funde und Alter nicht bekannt. | 37556413 | BW   |
| 52° 57′ 32″ N, 9° 0′ 23″ O  | Thedinghausen 27, Wurt       | Annähernd oval, NW-SO Orientierung, Ausdehnung 60 × 40 m und Höhe bis zu 0,3 m. Modern überbaut. Frühe Erwähnungen in der Karte des Landes Braunschweig aus dem 18. Jh., mit einem Gehöft dargestellt. Funde und Alter nicht bekannt. | 37556560 | BW   |
| 52° 57′ 26″ N, 9° 0′ 17″ O  | Thedinghausen 28, Wurt       | Annähernd oval, NO-SW Orientierung, Ausdehnung 80 × 45 m und Höhe bis zu 0,5 m. Modern überbaut. Frühe Erwähnungen in der Karte des Landes Braunschweig aus dem 18. Jh., mit einem Gehöft dargestellt. Funde und Alter nicht bekannt. | 37556568 | BW   |
| 52° 57′ 28″ N, 9° 0′ 9″ O   | Thedinghausen 29, Wurt       | Annähernd oval, O-W Orientierung, Ausdehnung 130 × 65 m und Höhe bis zu 0,4 m. Modern überbaut. Frühe Erwähnungen in der Karte des Landes Braunschweig aus dem 18. Jh., mit einem Gehöft dargestellt. Funde und Alter nicht bekannt. | 37556576 | BW   |
| 52° 57′ 56″ N, 9° 2′ 1″ O   | Thedinghausen 30, Wurt       | Annähernd oval, O-W Orientierung, Ausdehnung 110 × 65 m und Höhe bis zu 0,4 m. Modern überbaut. Frühe Erwähnungen in der Karte des Landes Braunschweig aus dem 18. Jh., mit einem Gehöft dargestellt. Funde und Alter nicht bekannt. | 37557817 | BW   |
| 52° 57′ 57″ N, 8° 59′ 31″ O | Thedinghausen 36, Wurt       | Annähernd oval, O-W Orientierung, Ausdehnung 115 × 65 m und Höhe bis zu 0,3 m. Modern überbaut. Frühe Erwähnungen in der Karte des Landes Braunschweig aus dem 18. Jh., mit einem Gehöft dargestellt. Funde und Alter nicht bekannt. | 37567586 | BW   |
| 52° 57′ 52″ N, 8° 59′ 35″ O | Thedinghausen 37, Wurt       | Annähernd oval, O-W Orientierung, Ausdehnung 85 × 52 m und Höhe bis zu 0,3 m. Modern überbaut. Frühe Erwähnungen in der Karte des Landes Braunschweig aus dem 18. Jh., mit einem Gehöft dargestellt. Funde und Alter nicht bekannt. | 37567599 | BW   |
| 52° 57′ 54″ N, 8° 59′ 42″ O | Thedinghausen 38, Wurt       | Annähernd rund, O-W Orientierung, Ausdehnung 80 × 75 m und Höhe bis zu 0,3 m. Modern überbaut. Frühe Erwähnungen in der Karte des Landes Braunschweig aus dem 18. Jh., mit einem Gehöft dargestellt. Funde und Alter nicht bekannt. | 37567612 | BW   |
| 52° 57′ 51″ N, 8° 59′ 39″ O | Thedinghausen 39, Wurt       | Annähernd oval, NO-SW Orientierung, Ausdehnung 90 × 55 m und Höhe bis zu 0,7 m. Modern überbaut. Frühe Erwähnungen in der Karte des Landes Braunschweig aus dem 18. Jh., mit einem Gehöft dargestellt. Funde und Alter nicht bekannt. | 37567624 | BW   |
| 52° 57′ 35″ N, 8° 59′ 43″ O | Thedinghausen 40, Wurt       | Annähernd oval, NO-SW Orientierung, Ausdehnung 90 × 55 m und Höhe bis zu 0,3 m. Modern überbaut. Frühe Erwähnungen in der Karte des Landes Braunschweig aus dem 18. Jh., mit einem Gehöft dargestellt. Funde und Alter nicht bekannt. | 37567747 | BW   |

## Werder
| Lage                       | Bezeichnung         | Beschreibung | ID       | Bild |
| -------------------------- | ------------------- | --- | -------- | ---- |
| 52° 58′ 40″ N, 9° 1′ 46″ O | Werder 5, Deich     | N-S Richtung. Länge betrug 2,2 km, heute sind noch drei Teilstücke mit insgesamt 770 m erhalten. Bis zu 10 m breit und 1 m hoch. Weiteren Deichabschnitte im Norden und Süden. In der Karte des Landes Braunschweig aus dem 18. Jh. verzeichnet. - Teilstück ID: 36874786 - Teilstück ID: 36874852 - Teilstück ID: 36876275 | 32602861 | BW   |
| 52° 58′ 34″ N, 9° 2′ 53″ O | Werder 13, Dorfwurt | Annähernd oval, NO-SW Orientierung, Ausdehnung 375 × 225 m und Höhe bis zu 0,8 m. Modern überbaut. Frühe Erwähnungen in der Karte des Landes Braunschweig aus dem 18. Jh. Funde und Alter nicht bekannt. | 37557569 | BW   |
| 52° 58′ 25″ N, 9° 2′ 52″ O | Werder 14, Wurt     | Annähernd L-förmig, N-S Orientierung, Ausdehnung 55 × 50 m und Höhe bis zu 0,5 m. Modern überbaut. Frühe Erwähnungen in der Karte des Landes Braunschweig aus dem 18. Jh., mit einem Gehöft dargestellt. Funde und Alter nicht bekannt.                                                                                     | 37557656 | BW   |
| 52° 58′ 27″ N, 9° 2′ 57″ O | Werder 15, Wurt     | Annähernd quadratisch, Durchmesser 80 m und Höhe bis zu 0,8 m. Modern überbaut. Frühe Erwähnungen in der Karte des Landes Braunschweig aus dem 18. Jh., mit einem Gehöft dargestellt. Funde und Alter nicht bekannt. | 37557703 | BW   |

## Wulmstorf
| Lage                       | Bezeichnung        | Beschreibung | ID       | Bild |
| -------------------------- | ------------------ | --- | -------- | ---- |
| 52° 55′ 30″ N, 9° 5′ 11″ O | Wulmstorf 13, Wurt | Annähernd oval, O-W Orientierung, Ausdehnung 95 × 75 m und Höhe bis zu 0,4 m. Modern überbaut. Frühe Erwähnungen in der Karte der Kurhannoverschen Landesaufnahme von 1771, Blatt 42, mit einem Gehöft dargestellt. | 37579506 | BW   |